# Jezuitski kolegij v Gradcu
Jezuitski kolegij v Gradcu je bil ustanovljen leta 1578.
Že leta 1786 je kolegij prestavljal osnovo za novoustanovljeno Univerzo v Gradcu.

## Rektorji
- seznam rektorjev Jezuitskega kolegija v Gradcu